# 斷層掃描

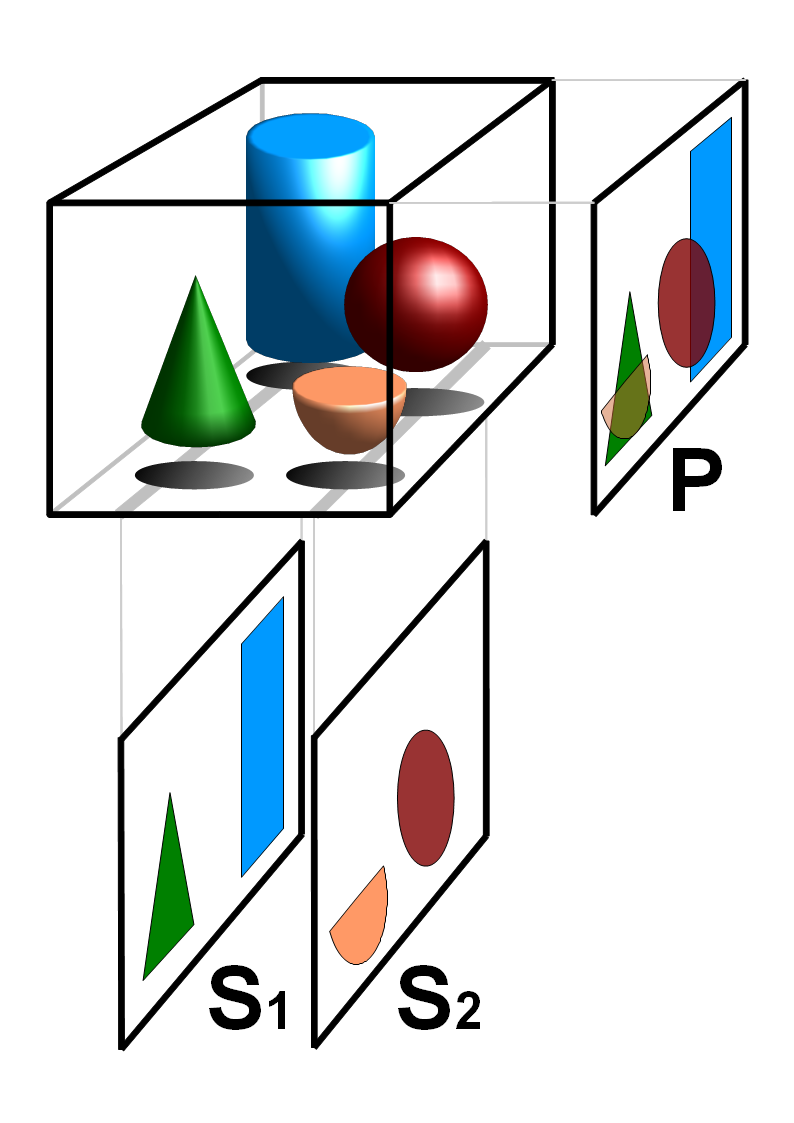
层析成像的基本原理：将不相连的自选层析截面像（S1和S2）叠加而构建立体形象，此法为“层析像”而非“投影像”（P）。

层析成像又称断层扫描、层析术，是使用任何类型的穿透波，对物体以分段（sections）或切片（sectioning）形式成像的方法或技术。层析成像所呈现的图像称为层析成像图（tomogram）或断层扫描图。
英语 tomography 一词源于古希腊语 τόμος （tomos），“薄片，片段”（slice, section）之义，以及 γράφω（graphō），“写、描”（to write, to describe）之义。层析成像还有许多异名：斷層成像、斷層攝影、斷層掃描術、斷層攝影術、斷層顯像法、層析成像術、层析照相术等。
层析成像技术应用在影像诊断学、考古学、生物学、大气科学、地球物理学、海洋学、等离子体物理学、材料科学、天体物理学、量子信息学等多个科学领域中。